# Souvigne
Die Souvigne ist ein Fluss in Frankreich, der im Département Corrèze in der Region Nouvelle-Aquitaine verläuft. Sie entspringt beim Ort Les Crozes, im Gemeindegebiet von Saint-Paul, entwässert generell in südöstlicher Richtung und erreicht nach rund 18 Kilometern bei Argentat, an der Gemeindegrenze zu Monceaux-sur-Dordogne, als rechter Nebenfluss die Dordogne.

## Orte am Fluss
- Saint-Sylvain
- Forgès
- Saint-Chamant
- Argentat